# Charondas
Charondas (altgriechisch Χαρώνδας Charṓndas) war ein antiker griechischer Philosoph und Gesetzgeber. Er lebte im 7. oder 6. Jahrhundert v. Chr.
Charondas stammte aus Katane, dem heutigen Catania auf Sizilien. Er gab seiner Heimatstadt und andern Stadtstaaten im griechisch besiedelten Süditalien Gesetze. Die Einzelheiten sind großenteils unbekannt und lassen sich nicht rekonstruieren.
Die Nachwelt schuf – wie auch bei anderen griechischen Gesetzgebern – Legenden. So wurde behauptet, Charondas habe jede Änderung der Gesetze erschwert, indem er festsetzte, derjenige, der einen Gesetzvorschlag mache, solle mit einem Strick um den Hals erscheinen, um sofort erdrosselt zu werden, wenn sein Vorschlag durchfiele. Einer von Diodor überlieferten Legende zufolge trat Charondas, von einer Reise zurückkehrend, bewaffnet in die Volksversammlung. Als er darauf aufmerksam gemacht wurde, dass er damit sein eignes Gesetz umstoße, das bewaffnetes Erscheinen verbot, soll er gerufen haben: „Nein, beim Zeus, ich bekräftige es!“, worauf er sich das Messer in die Brust stieß.